# Pierre Brambilla
Pierre Brambilla (Villarbeney, 12 de maio de 1919 - Grenoble, 13 de fevereiro de 1984). Foi um ciclista italiano até à sua nacionalização como francês a 9 de setembro de 1949. Profissional entre 1939 e 1951 seus maiores sucessos profissionais obteve-os no Tour de France onde, na edição de 1947, finalizaria no terceiro posto e fá-se-ia com a classificação da montanha, e na Volta a Espanha onde obteve 1 vitória de etapa na edição de 1942. É sobrinho de Cesare Brambilla quem também foi ciclista profissional.

## Palmarés
1942
- 1 etapa na Volta a Espanha

1943
- Grande Prêmio de Espéraza

1946
- Tour de l'Ouest

1947
- 3º no Tour de France, mais classificação da montanha

## Resultados em Grandes Voltas
Durante a sua carreira desportiva conseguiu os seguintes postos nas Grandes Voltas:
| Carreira           | 1939 | 1940 | 1941 | 1942 | 1943 | 1944 | 1945 | 1946 | 1947 | 1948 | 1949 | 1950 | 1951 | 1952 |
| ------------------ | ---- | ---- | ---- | ---- | ---- | ---- | ---- | ---- | ---- | ---- | ---- | ---- | ---- | ---- |
| Giro d'Italia      | -    | -    | X    | X    | X    | X    | X    | -    | -    | -    | -    | -    | -    | -    |
| Tour de France     | -    | X    | X    | X    | X    | X    | X    | X    | 3º   | Ab.  | 26º  | 11º  | 36º  | -    |
| Volta a Espanha    | X    | X    | -    | 17º  | X    | X    | -    | -    | -    | -    | X    | -    | X    | X    |
| Mundial em Estrada | X    | X    | X    | X    | X    | X    | X    | -    | -    | -    | -    | -    | -    | -    |